# جوناس جوميز دي سوزا
جوناس جوميز دي سوزا (بالإنجليزية: Jonas Gomes de Sousa)‏ (مواليد . 1991  م) هو لاعب كرة قدم، من البرازيل، ولد في تيريسينا، يلعب كلاعب وسط لعب سابقاً في نادي الاتحاد السعودي .

## روابط خارجية
- جوناس جوميز دي سوزا على موقع قاعدة بيانات كرة القدم.إي يو (الإنجليزية)
- جوناس جوميز دي سوزا على موقع Soccerway.com (الإنجليزية)
- جوناس جوميز دي سوزا على موقع عالم كرة القدم.نت (الإنجليزية)
- جوناس جوميز دي سوزا على موقع AS.com (الإسبانية)